# Kurt Wüthrich
Kurt Wüthrich (sinh 1938) là nhà hóa học, nhà vật lý, nhà toán họcngười Thụy Sĩ. Ông đoạt Giải Nobel Hóa học năm 2002 cùng với Tanaka Kōichi và John B. Fenn. Cả ba đều nhận giải thưởng này là vì họ đã phát triển các cách thức nhận diện và phân tích các phân tử sinh học lớn.